# Louis Dufaux
Louis Jean Dufaux (ur. 21 października 1931 w Nicei, zm. 14 kwietnia 2011 tamże) – francuski duchowny katolicki, biskup. Święcenia kapłańskie przyjął w 1955 roku. Od 1970 do 1978 roku był dyrektorem Narodowego Centrum Nauczania Religijnego (CNER). W 1978 został wyznaczony na wikariusza biskupiego, zaś dwa lata później - wikariusza generalnego.  Mianowany przez papieża Jana Pawła II w 1984 biskupem pomocniczym archidiecezji Marsylii, tytularnym Accia. Od 1 lipca 1984 do 24 czerwca 1985 administrował diecezją. W 1988 roku został wyznaczony na koadiutora z prawem następstwa diecezji Grenoble-Vienne. Rządy w diecezji objął w 26 września 1989 w związku z rezygnacją złożoną przez poprzednika. W roku 2006 zrezygnował z kierowania diecezją i przeszedł na emeryturę. Zmarł w 2011 w wieku 79 lat. Pochowany został w katedrze w Grenoble.